# Yarudağ
Yarudağ är ett berg i Azerbajdzjan.   Det ligger i distriktet Qusar Rayonu, i den centrala delen av landet, 190 km nordväst om huvudstaden Baku. Toppen på Yarudağ är 4 116 meter över havet, eller 362 meter över den omgivande terrängen. Bredden vid basen är 4,8 km.
Terrängen runt Yarudağ är huvudsakligen bergig, men den allra närmaste omgivningen är kuperad. Runt Yarudağ är det ganska glesbefolkat, med 48 invånare per kvadratkilometer.. Närmaste större samhälle är Kuzun, 18,5 km öster om Yarudağ. 
Trakten runt Yarudağ består i huvudsak av gräsmarker.